# Лирске баладе (збирка песама)
Лирске баладе (енгл. Lyrical Ballads, with a Few Other Poems) је збирка песама енглеских романтичарских песника Вилијама Вордсворта и Самјуела Тејлора Колриџа коју су заједно први пут објавили 1798. године. Објава овог дела сматра се прекретницом у енглеској књижевности 19. века. Друго издање објављено је 1800. године и садржало је нови предговор који је написао Вордсворт и који се сматра манифестом енглеског романтизма. Предговор је даље проширен у трећем издању 1802. године. Збирка песама представља врхунац песничког стваралаштва оба писца.
Вордсворт и Колриџ су обојица сматрали да је поезија њиховог времена била превише извештачена и да је није могао разумети највећи део народа. Стога су хтели да пишу простијим, народним језиком "којим људи стварно говоре" и да теме о којима пишу буду појмљиве обичном народу.
Два песника договорила су се да обрађују различиту тематику; Вордсворт је писао о лепоти свакодневних дешавања, док је Колриџ описивао фантастичне и натприродне ситуације.

### Прво издање (1798)
Насловна страница првог издања није садржала имена ни једног ни другог аутора. Већину песама у збирци написао је Вордсворт, а међу најзначајнијим су рефлексивна песма "Опатија Тинтерн" (Tintern Abbey) и балада "Нас је седморо" (We Are Seven). Колриџов допринос је по бројности био минималан, али се у збирци налази његово најпознатије дело, "Песма о старом морнару" (The Rime of the Ancient Mariner).
Реакција критичара на дело била је неповољна. Критичари су сматрали да Вордсворт и Колриџ, писањем о баналним ситуацијама простим језиком, вређају саму поезију. Таква реакција навела је Вордсворта да у другом издању збирке напише предговор у коме објашњава своје идеје и принципе.

### Друго издање (1800)
На насловној страници другог издања налазило се Вордсвортово име, али не и Колриџово. Вордсворт је додао неколико песама, укључујући и "Смиреност обузе мој дух" (A slumber did my spirit seal). Значајан је и предговор (Preface) у коме Вордсворт излаже зашто је одлучио да пише о простим темама везаним за сеоски живот, као и зашто о њима пише не користећи се дотадашњим извештаченим песничким језиком.